# Zemsta - La vendetta
Zemsta - La vendetta (Zemsta) è un film del 2002 diretto da Andrzej Wajda, basato sulla popolare farsa teatrale di Aleksander Fredro, celebre poeta e drammaturgo polacco.

## Trama
Raptusiewicz risiede in una metà di un castello, con l'altra metà abitata dal suo odiato rivale il reggente Milczek. Raptusiewicz vorrebbe sposare, per questioni di interesse, Podstolina, vedova di un lord grande intendente, anch'essa a sua volta in cerca di un matrimonio con qualche benestante. Dall'altro lato, anche Regent Milczek ha messo gli occhi su Podstolina per un matrimonio con suo figlio Waclaw. Per complicare tutto, Waclaw è innamorato e ricambiato da Klara, nipote e pupilla di Raptusiewicz, che la prese con sé in seguito alla morte dei genitori. La trama si infittisce quando Klara diventa l'oggetto del desiderio di Papkin.